# Эньян (район)
Энья́н (кит. упр. 恩阳, пиньинь Ēnyáng) — район городского подчинения городского округа Бачжун провинции Сычуань (КНР). Район назван по посёлку Эньян, в котором размещается правление района.

## История
Район Эньян был выделен в 2013 году из района Бачжоу.

## Административное деление
Район Эньян делится на 12 посёлков и 12 волостей.